# Acitrón

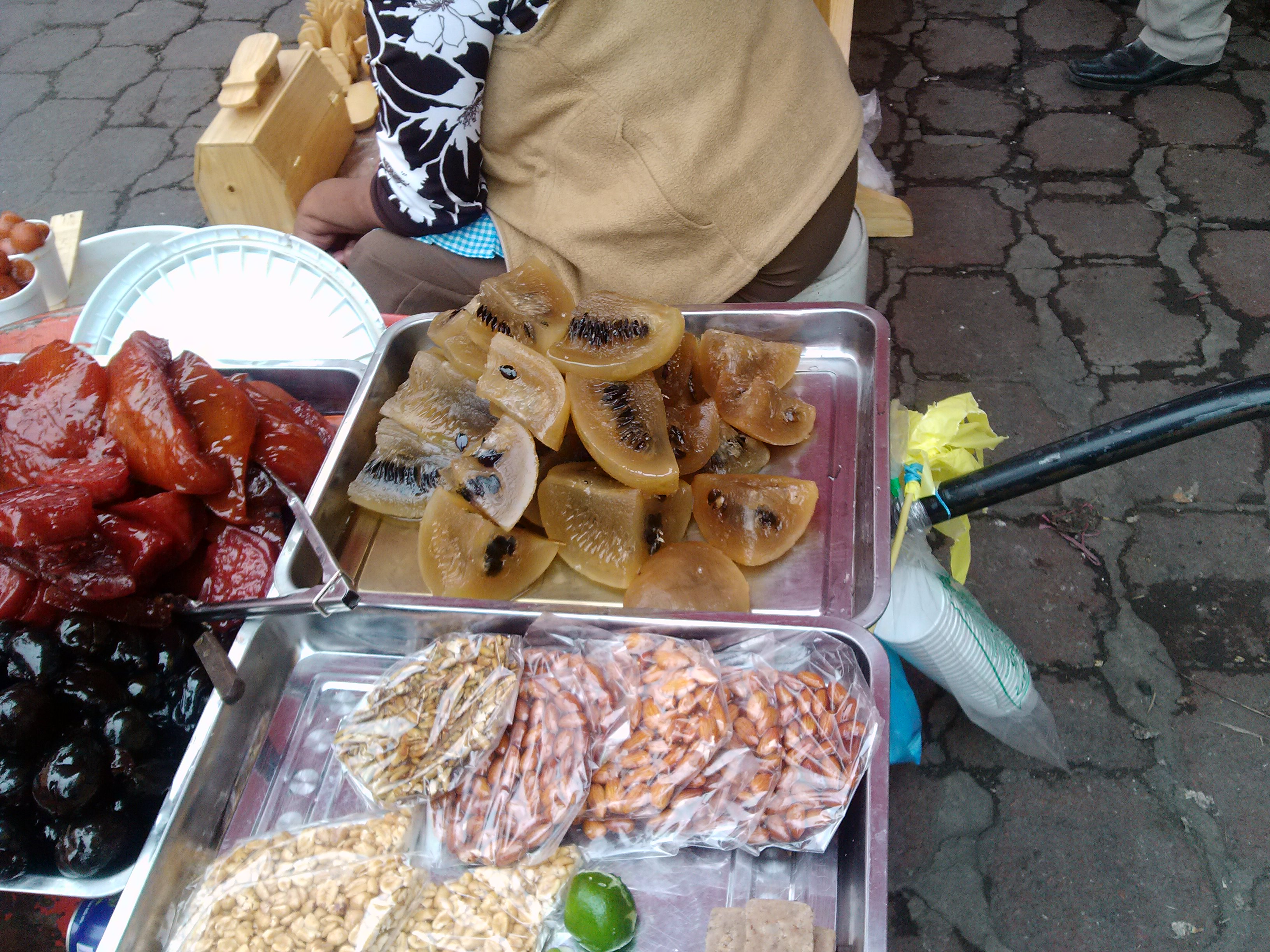
Az acitrónhoz hasonló kristályosított gyümölcsök egy utcai árusnál

Az acitrón egy mexikói édesség, melyet különböző kaktuszfajok pulpájából cukor hozzáadásával kandíroznak. Bár fogyasztják önmagában is, jelentősége főként abban áll, hogy számos hagyományos étel, például az édes tamal, a rosca de reyes és a chiles en nogada fontos összetevője. Mivel azonban a felhasználásához szükséges kaktuszokat az utóbbi években védett fajokká nyilvánították, így az acitrón készítése a vadon élő növényekből ma illegális, akár 9 éves börtönbüntetés is járhat a növények elpusztításáért. Ennek ellenére országszerte számos piacon nyíltan árulják az acitrónt.

## Készítése
Az acitrónt gyűjtőnéven biznagának nevezett kaktuszokból készítik. Ez a megnevezés nem egyetlen fajt jelöl, hanem általában használják a különféle hordókaktuszokra, például a Ferocactus, a Melocactus és az Echinocactus nemzetségbe tartozó növények fajaira. Ezek a kaktuszok rendkívül lassan nőnek, évente csak 1–2 cm-t, ezért gyakran az acitrón alapanyagáért akár 50 évnél idősebb egyedeket is felhasználnak.
Ezen kaktuszok nedvét már a spanyol hódítás előtti civilizációk felhasználták rituális célokra, azonban magának az acitrónnak a készítése európai hatásra, a kandírozás technikájának megjelenésével kezdődött el. A tüskéiktől megszabadított, „hámozott”, feldarabolt kaktuszokat fokozatosan egyre sűrűbb és sűrűbb cukoroldatokban áztatják, míg végül már olyan tömény lesz, hogy teljesen kikristályosodik (cukortartalma a 70%-ot is meghaladhatja). A terméket ezután kiszárítják, így alakul ki a kandírozott gyümölcsökéhez hasonló állaga. Az acitrón sárgás színű, kívül szilárd, belül lágyabb, kellemes édesség. Általában tégla alakú hasábokra vágják és így árulják.

## Az acitrón helyettesítése
Mivel az acitrón készítéséhez használt kaktuszok védett fajok, így az édesség készítése belőlük illegális, ezért több kísérlet történt az acitrónhoz hasonló, azt helyettesítő anyagok kifejlesztésére. 2011-ben például Cinthya Karina Alarcón Peralta és Lizbeth Lorena Arzate Ramos (felsőfokú végzettségű gasztronómusok) elkészítették a rosca de reyest és a chiles en nogadát acitrónnal illetve acitrón helyett ahhoz hasonló, de nem kaktuszból, hanem cayotéből (Sechium edule), jícarából (Pachyrhizus erosus) vagy céklából készült összetevők alkalmazásával, majd az ételeket megkóstoltatták olyan emberekkel, akik nem ismerték az összetevőket. A válaszok szerint a rosca de reyes esetén nem észleltek jelentős eltérést a különböző változatok között, a chiles en nogada esetén viszont igen: a jícamából készült töltelékkel töltöttet kedvelték legjobban, míg a céklásat a legkevésbé. Az acitrónos és a cayotés között nem találtak különösebb eltérést. Ráadásul a jícamás álacitrón ára is 29%-kal alacsonyabb, mint a valódi acitróné (nem számolva bele a szirupok melegítéséhez használt gáz árát).